# Gina-Maria Adenauer
Gina-Maria Adenauer (ur. 16 sierpnia 1985 w Werne) – niemiecka zawodniczka startująca w wyścigach samochodowych.

## Kariera
Adenauer rozpoczęła karierę w wyścigach samochodowych w roku 2001, od startów w Formule König. Z dorobkiem 27 punktów uplasowała się na 15 pozycji. W późniejszych latach startowała także w SpeedWomen Cup, Niemieckiej Formule Volkswagen, Niemieckiej Formule 3, Niemieckim Pucharze Toyota Yaris, SEAT Leon Supercopa Germany oraz w Trofeum Formuły 3 Euro Series.

## Statystyki
| Sezon | Seria                         | Zespół                                     | Wyścigi | Zwycięstwa | PP | NO | Podium | Punkty | Pozycja |
| ----- | ----------------------------- | ------------------------------------------ | ------- | ---------- | -- | -- | ------ | ------ | ------- |
| 2001  | Formuła König                 | RS Racing Team                             | 8       | 0          | 0  | 0  | 0      | 27     | 15      |
| 2003  | Niemiecka Formuła Volkswagen  |                                            | 14      | 0          | 0  | 0  | 0      | 132    | 12      |
| 2003  | SpeedWomen Cup                |                                            |         |            |    |    |        | 36     | 14      |
| 2004  | Niemiecka Formuła 3           | SMS Seyffarth Motorsport                   | 12      | 0          | 0  | 0  | 0      | 0      | NS      |
| 2005  | Niemiecki Puchar Toyota Yaris |                                            | 4       | 0          |    |    | 0      | 3,5    | 31      |
| 2006  | Trofeum Formuły 3 Euro Series | SMS Seyffarth Motorsport                   | 2       | 1          | 0  | 0  | 2      | 14     | 5       |
| 2006  | SEAT Leon Supercopa Germany   | Team LogiPlus powered by Konrad Motorsport | 2       | 0          | 0  | 0  | 0      | 0      | NS      |